# WTLN (AM)
WTLN (990 kHz) é uma estação de rádio AM comercial localizada em Orlando, Flórida. É de propriedade do Salem Media Group e transmite um formato de rádio cristão para palestras e ensino. Os escritórios e estúdios estão em Lake View Drive em Altamonte Springs. Alguns dos líderes religiosos nacionais ouvidos na WTLN incluem David Jeremiah, Chuck Swindoll, Jim Daly, John MacArthur e Charles Stanley. Os anfitriões pagam por segmentos de 30 a 60 minutos na WTLN e podem usar o tempo para buscar doações para seus ministérios. A WTLN é conhecida como "AM 990 e FM 101.5 A Palavra".
A WTLN transmite por dia a 50.000 watts, a potência máxima para estações AM comerciais, cobrindo grande parte da Flórida Central. Ele usa uma antena direcional em todos os momentos e deve proteger o co-canal WMYM em Miami e WGML na Geórgia. À noite, quando as ondas de rádio viajam mais longe, a potência é reduzida para 14.000 watts, com seu sinal direcionado para o leste, para proteger a estação de canal CBW em Winnipeg, Manitoba. O transmissor está fora do Park Hamilton Boulevard em Pine Hills. A programação também pode ser ouvida no tradutor FM de 225 watts 101.5 W268CT em Orlando.